# Vittorio Ansaldo (calciatore)
Vittorio Ansaldo (fl. XIX-XX secolo) è stato un calciatore italiano.

## Carriera
Con i doriani Ansaldo partecipò al campionato nel 1902, ove perse l'eliminatoria ligure, primo derby ufficiale tra formazione genovesi contro i futuri campioni nazionali del Genoa.
La stagione seguente è tra i titolari nella sfida valida per il terzo turno del campionato contro la Juventus, giocata il 15 marzo 1903. L'incontro terminerà con l'affermazione bianconera per 7-1 e la conseguente eliminazione dei doriani dal torneo.
Nel 1904 subisce l'eliminazione dal torneo nello spareggio interregionale contro il Milan, incontro giocato il 6 marzo e terminato con l'affermazione dei rossoneri per 1-0.
Anche nel 1905 Ansaldo con i suoi non riesce a superare la fase iniziale del torneo, eliminato dal Genoa che si impose nella doppia sfida dell'eliminatoria ligure, cosa ripetutasi anche la stagione seguente.
Nel 1907, dopo aver eliminato il Genoa nella fase iniziale del torneo, raggiunge il girone nazionale, valido per l'assegnazione del titolo, chiuso al terzo ed ultimo posto. Anche nella stagione seguente Ansaldo raggiunge con i doriani il girone nazionale, chiuso nuovamente al terzo ed ultimo posto.
Nel 1909 il cammino di Ansaldo e dei doriani si conclude alla eliminatoria ligure contro il Genoa.
Nella stagione 1909-1910, primo campionato italiano a girone unico, Ansaldo ed i suoi ottennero l'ottavo e penultimo posto in classifica, mentre la stagione seguente otterranno il quarto posto della "Sezione Liguria-Piemonte-Lombardia".
Nella stagione 1911-1912, l'ultimo giocato da Ansaldo, termina con la conquista del sesto posto finale nel Torneo maggiore.